# Józef Pińkowski
Józef Pińkowski (né le 17 avril 1929 à Siedlce mort le 8 novembre 2000 à Varsovie) est un homme d'État polonais. Il est premier ministre de septembre 1980 à février 1981.

## Biographie
Il fait des études d'économie puis en 1971 est membre du comité central du Parti ouvrier unifié polonais (POUP). De 1971 à 1974 il est vice-président de la commission gouvernementale au plan. Il est nommé premier ministre le 24 août 1980. Le 30 octobre 1980 convoqué à Moscou avec Stanisław Kania (premier secrétaire du POUP) ils reçoivent comme instruction de « renverser le cours des évènements » concernant la montée en puissance du syndicat Solidarnosc. Le 9 février 1981 après cinq mois de manifestations et de malaise social grandissant il est remplacé par le général Wojciech Jaruzelski.
Il est élu député à la Diète de la République de Pologne de 1969 à 1972 puis de 1980 à 1985.